# Comuna Blejoi, Prahova
Blejoi (în trecut, Strâmbeni-Blejoi) este o comună în județul Prahova, Muntenia, România, formată din satele Blejoi (reședința), Ploieștiori și Țânțăreni.

## Așezare
Comuna se află la nord și nord-est de Ploiești, pe malul drept al Teleajenului, și este străbătută de șoseaua națională DN1B, care pornește din DN1 în extremitatea vestică a comunei și leagă Ploieștiul de Buzău, precum și de șoseaua națională DN1A, care leagă Bucureștiul de Ploiești și mai departe de Brașov pe o variantă diferită de cea principală. Cele două drumuri, DN1A și DN1B, se intersectează în sudul comunei, lângă Țânțăreni, și au parcurs comun de-a lungul satului Ploieștiori și până la Blejoi, unde se despart. DN1B se intersectează la vest de satul Blejoi cu șoseaua județeană DJ102, care duce spre sud la Ploiești și spre nord la Păulești, Plopeni, Dumbrăvești, Vărbilău, Slănic și Izvoarele (unde se termină în DN1A). Prin comună trece și calea ferată Ploiești Sud-Măneciu, pe care este deservită de stația Blejoi.

## Demografie
Componența etnică a comunei Blejoi
     Români (89,46%)
     Alte etnii (1,05%)
     Necunoscută (9,49%)
Componența confesională a comunei Blejoi
     Ortodocși (84,7%)
     Creștini după evanghelie (2,11%)
     Alte religii (2,52%)
     Necunoscută (10,68%)
Conform recensământului efectuat în 2021, populația comunei Blejoi se ridică la 9.254 de locuitori, în creștere față de recensământul anterior din 2011, când fuseseră înregistrați 8.575 de locuitori. Majoritatea locuitorilor sunt români (89,46%), iar pentru 9,49% nu se cunoaște apartenența etnică. Din punct de vedere confesional, majoritatea locuitorilor sunt ortodocși (84,7%), cu o minoritate de creștini după evanghelie (2,11%), iar pentru 10,68% nu se cunoaște apartenența confesională.

## Politică și administrație
Comuna Blejoi este administrată de un primar și un consiliu local compus din 15 consilieri. Primarul, Adrian Dumitru[*], de la Partidul Social Democrat, este în funcție din 2008. Începând cu alegerile locale din 2024, consiliul local are următoarea componență pe partide politice:
|  | Partid                          | Consilieri | Componența Consiliului | Componența Consiliului | Componența Consiliului | Componența Consiliului | Componența Consiliului | Componența Consiliului | Componența Consiliului |
|  | ------------------------------- | ---------- | ---------------------- | ---------------------- | ---------------------- | ---------------------- | ---------------------- | ---------------------- | ---------------------- |
|  | Partidul Social Democrat        | 7          |                        |                        |                        |                        |                        |                        |                        |
|  | Partidul Național Liberal       | 3          |                        |                        |                        |                        |                        |                        |                        |
|  | Alianța Pmp - Forța Dreptei     | 2          |                        |                        |                        |                        |                        |                        |                        |
|  | Alianța pentru Unirea Românilor | 2          |                        |                        |                        |                        |                        |                        |                        |
|  | Partidul România în Acțiune     | 1          |                        |                        |                        |                        |                        |                        |                        |

## Istorie
În 1902, comuna era formată din satele Strâmbeni, Blejoi și Cocoșești și făcea parte din plasa Târgșor. Avea 998 de locuitori, o școală înființată în 1889 și o biserică foarte veche, reparată în 1764. Celelalte două sate ale comunei făceau parte din comuna Ploieștiori, care avea în satele Târgșoreanca, Moara Nouă, Ploieștiori și Țânțăreni, 893 de locuitori; aici funcționau 2 mori pe un iaz din Teleajen, o biserică construită în 1885 de Cantilli, proprietarul moșiei, și o școală din 1866, cu 52 de elevi (dintre care 13 fete). În comună se aflau și o biserică mai veche, părăsită deja la 1901, și ruinele unei alte biserici despre care se zicea că ar fi fost centrul unui oraș numit Bereasca și fondat de coloniști bulgari veniți din Rusia, unde se refugiaseră în timpul Războiului Ruso-Turc din 1711.
În 1925, Anuarul Socec menționează comuna Blejoi în aceeași plasă, cu satele Blejoi, Cocoșești și Vadu Sârbești și 1596 de locuitori. Comuna Ploieștiori avea atunci 1450 de locuitori în satele Ploieștiori, Ploieștiorii Eforiei, Țânțăreni și Moara Nouă. În 1931, satul Cocoșești a fost transferat comunei Păulești, iar satul Moara Nouă — comunei Berceni.
După reforma administrativă din 1950, au fost arondate orașului regional Ploiești, reședința regiunii Prahova și apoi a regiunii Ploiești. După reintroducerea județelor în 1968, comuna Ploieștiori s-a desființat, satele Țânțăreni și Ploieștiori revenind comunei Blejoi. Comuna Blejoi a avut o vreme statut de comună suburbană a municipiului Ploiești.

## Monumente istorice
În comuna Blejoi se află biserica de lemn „Sfântul Nicolae” și „Adormirea Maicii Domnului” (secolul al XVIII-lea), monument istoric de arhitectură de interes național. În rest, două alte obiective din comună mai sunt incluse în lista monumentelor istorice din județul Prahova ca monumente de interes local, ambele fiind clasificate ca monumente de arhitectură: vila Constantin Comăneanu (1909); și ruinele bisericii „Sfântul Visarion” (secolele al XVII-lea–al XVIII-lea), aflată lângă fostul conac Cantilli și fost sediu CAP din satul Ploieștiori.

## Personalități
- Geo Bogza (1908 - 1993), academician, autor, jurnalist, poet, publicist, scriitor.
- Radu Tudoran (1910 - 1992), prozator